# سالفاتوري تودسكو
سالفاتوري تودسكو (بالإيطالية: Salvatore Todisco)‏ (30 أغسطس 1961 – 25 نوفمبر 1990) هو ملاكم إيطالي راحل، مثّل بلاده في الألعاب الأولمبية الصيفية 1984 وحقق الميدالية الفضية في فئة وزن الذبابة الخفيف.

## روابط خارجية
سالفاتوري تودسكو على موقع أوليمبيديا (الإنجليزية)
- سالفاتوري تودسكو على موقع اللجنة الأولمبية الإيطالية (الإيطالية)